# Maigret e i testimoni reticenti
Maigret e i testimoni reticenti (titolo originale francese Maigret et les Témoins récalcitrantes), pubblicato in traduzione italiana anche coi titoli I testimoni reticenti e ora come Maigret e i testimoni recalcitranti, è un romanzo di Georges Simenon con protagonista il commissario Maigret, il cinquantatreesimo dedicato al celebre investigatore.
La scrittura del romanzo andò avanti dal 16 al 23 ottobre 1958 in Svizzera, in un periodo particolarmente turbolento nella vita di Simenon: lo scrittore era infatti alle prese con il divorzio dalla seconda moglie, Denyse Ouimet. Il romanzo uscì a puntate come feuilleton sul quotidiano Le Figaro, dal 17 febbraio al 13 marzo 1959, lo stesso mese nel quale fu pubblicato in libro in Francia presso l'editore Presses de la Cité.
La storia ha luogo a Ivry (quai de la Gare) e a Parigi (rue François-Ier), alla fine dell'anno 1950. L'inchiesta si svolge fra lunedì 3 e martedì 4 novembre.

## Trama
Il commissario Maigret deve risolvere un caso di omicidio avvenuto in casa Lachaume, una nota e antica famiglia parigina, produttrice di biscotti. La casa trasuda decadenza, è un mondo altrove, dove il tempo sembra essersi fermato ai tempi in cui il Biscottificio Lachaume era ricco e rinomato in tutta la Francia. La famiglia della vittima, il primogenito Léonard, sembra voler nascondere al commissario molte informazioni riguardo alla dinamica dell'omicidio, creando un vero e proprio muro di gomma tra il commissario e la verità: ma grazie al famoso metodo del commissario e al lavoro della sua squadra, questa verità arriva presto a galla e il finale a sorpresa è drammatico.
Maigret è anziano, piuttosto stanco e vicino alla pensione. Un giovane giudice istruttore, Angelot, decide di volergli stare addosso per tutta la durata dell'inchiesta e Maigret dovrà faticare non poco per seminarlo. Angelot è convinto che il famoso metodo di Maigret non sia così efficace, ma anzi sia ormai superato. Maigret, come suo solito, non si scompone e non trova nemmeno necessario spiegare al giovane giudice che il famoso metodo in realtà non esiste: quando ormai l'inchiesta è conclusa, il commissario lascia che il giudice tenga l'ultimo e risolutivo interrogatorio, che, come già accennato, avrà risvolti drammatici per tutti: per il colpevole, la famiglia Lachaumme, il giudice Angelot, ma non per il commissario Maigret.

## Adattamenti

### Televisione
- Episodio dal titolo The Reluctant Witnesses, facente parte della serie televisiva Maigret, trasmesso per la prima volta sulla BBC il 1º gennaio 1962, con Rupert Davies nel ruolo del commissario Maigret.
- Episodio dal titolo Maigret et les témoins récalcitrants, facente parte della serie televisiva Les enquêtes du commissaire Maigret per la regia di Denys de la Patellière, trasmesso per la prima volta su Antenne 2 il 22 luglio 1978, con Jean Richard nel ruolo del commissario Maigret.
- Episodio dal titolo Maigret et les témoins récalcitrants, facente parte della serie televisiva Il commissario Maigret per la regia di Michel Sibra, trasmesso per la prima volta il 5 novembre 1993, con Bruno Cremer nel ruolo del commissario Maigret. In Italia l'episodio è apparso il 10 agosto 2008 col titolo Maigret e i testimoni reticenti.

## Edizioni italiane
- Maigret e i testimoni reticenti, trad. di Roberto Cantini, Collana Il girasole. Biblioteca Economica Mondadori nº 157, Milano, Mondadori, 1961;[3] Collana Le inchieste del commissario Maigret n.69, Mondadori, 1968; Collana Oscar n.791, Mondadori, 1977.
- Maigret  e testimoni reticenti, trad. di Emanuela Fubini, Collana Oscar Gialli n.276, Milano, Mondadori, 1992; postfazione di Alberto Savinio, Collana Oscar Narrativa n.1574, Mondadori, 1996.
- Maigret e i testimoni recalcitranti, trad. di Ugo Cundari, Collana gli Adelphi. Le inchieste del commissario  Maigret nº 293, Milano, Adelphi, 2006.
- in  I Maigret 11, Collana I Maigret n.11, Milano, Adelphi, 2016, ISBN 978-88-459-3049-2. - nuova ed., Adelphi, 2019, ISBN 978-88-459-3383-7.